# Bill Smith (Schlagzeuger)
William „Bill“ Smith (* 1. September 1934 in Jamaica, Queens, New York City; † 2. Januar 2024 in Naples (Florida)) war ein US-amerikanischer Jazz-  und Unterhaltungsmusiker (Schlagzeug, auch Gesang).

## Leben und Wirken
Smith begann im Alter von vier Jahren Interesse am Schlagzeugspiel zu zeigen. Sein in Kindheit und Jugend erworbenes Können brachte ihm ein Stipendium für die Hofstra University ein, das er jedoch ablehnte, um mit der Ralph Flanagan und dessen Band auf Tour zu gehen, aufzunehmen und seine professionelle Karriere zu beginnen. Im Bereich des Jazz war er laut Tom Lord zwischen 1953 und 1955 an 19 Aufnahmesessions beteiligt, außer bei Flanagan auch mit Al Hibbler/Leroy Lovett und Buddy Morrow.
Zudem bekam Smith Gelegenheit zu Auftritten mit Stars der Unterhaltungsbranche, darunter Tony Pastor, Ray Eberle, Kai Winding, Marian McPartland, Eddie Gomez, Lonnie Donegan, Dave Grusin, Oscar Peterson, Flip Phillips und Bill Evans, Gerry Mulligan, Erroll Garner, Sammy Davis Jr., Robert Clary und Barbra Streisand. Er spielte Schlagzeug und sang außerdem Tenor auf zwei Platten für Capitol Records (Jumpin' at the Left Bank, Potluck) mit dem John LaSalle Quartet (mit Marlene VerPlanck und Hugh Martin). 1965 wurde Smith eingeladen, mit dem Lee Evans Orchestra im Weißen Haus für Präsident Lyndon B. Johnson zu spielen. Anschließend reiste er mit dem Lee Evans Trio durch die USA und gab 350 Konzerte.
Nach seiner Rückkehr nach New York setzte Smith seine Karriere weiter fort; so trat er in den folgenden Jahren im Nachtclub „Copacabana“ und in den „Royal-Box“-Veranstaltungsorten auf. Er spielte u. a. für Gregory Hines, Charles Aznavour, Mel Tormé, Patti Page, Sylvia Sims, The Four Aces, Roberta Sherwood, Larry Parks, Jane Russell, Betty Garrett, Connie Haines, Buddy Rogers, Totie Fields und Carol Channing, Frankie Avalon, Steve Lawrence und Eydie Gormé, Buddy Greco, Sergio Franke, Paul Anka, Bobby Rydell, Carol Lawrence, Jerry Vale, Georgia Gibbs, Pearl Bailey, Carmen McRae, Milton Berle, Mort Sahl, Joe E. Lewis, Norm Crosby, Marty Brill, Kaye Stevens, Anita Bryant, The Mills Brothers und Anna Marie Alberghetti.
Außerdem spielte Snith im „Steel Pier“ in Atlantic City und im „Aragon Ballroom“ in Chicago. Er trat auch in der Ed Sullivan Show, bei Johnny Carson, Peter Lind Hayes und Mary Healy, Dick Clark, The Today Show, Merv Griffin und Mike Wallace auf. 1970 trat er mit Engelbert Humperdinck im Rivera Hotel in Las Vegas auf. 1971 vollendete er für CBS eine Serie mit dem Titel „Our American Musical Heritage“, in der er die amerikanische Musik von ihren Wurzeln bis heute nachzeichnete. 1972 nahm er an einer Konzerttournee namens „Big Band Cavalcade“ mit Margaret Whiting, Freddie Martin, Frankie Carle und Bob Crosby & the Bobcats teil.
1972 wurde Smith von dem Theaterregisseur Tom O’Horgan engagiert, um in der Bühnenband zu spielen und die Rolle des Polizisten in der Broadway-Show „Lenny“ im Brooks Atkinson Theatre zu spielen. In späteren Jahren setzte er vorübergehend seine Karriere als Musiker aus und arbeitete als Bauzeichner, wobei er auch sein zukünftiges Zuhause in Naples, Florida, entwarf. Nachdem er sich 1997 in Naples niedergelassen hatte, setzte er seine Aktivitäten als Schlagzeuger fort und spielte weiterhin lokale Auftritte, bis die Parkinson-Krankheit sein Leben bestimmte.